# Microgymnomma orbitalis
Microgymnomma orbitalis là một loài ruồi trong họ Tachinidae.